# KING (忌野清志郎のアルバム)
『KING』（キング）は、忌野清志郎が2003年11月19日に発売したソロ4枚目のスタジオ・アルバム。2008年12月17日にはSHM-CD仕様で再発。

## 解説
忌野清志郎名義は、『RUFFY TUFFY』（1999年）以来、4年4か月振り。三宅伸治との共作・プロデュース。本作はCD+DVDの2枚組仕様で『"WANTED"日比谷野外音楽堂/Aug.17th 2003』とタイトルが付けられたライブ・ダイジェスト映像のDVDが付属。

## 収録曲
全作詞・作曲：忌野清志郎・三宅伸治（特記以外）
作詞・作曲：忌野清志郎（M-4）
1. Baby何もかも
2. WANTED
3. 玩具（オモチャ）
4. HB･2B･2H
5. 雑踏
6. 虹と共に消えた恋
7. ウイルス
8. モグラマン
9. 奇妙な世界
10. 胸が張り裂けそう
11. 約束

## 参加ミュージシャン
- 忌野清志郎：ボーカル、ドラムス、アコースティック・ギター、エレクトリックピアノ、エレクトリック・ギター、ウクレレ、スネア
- 三宅伸治：エレクトリックギター、ベース、アコースティック・ギター、12弦ギター、マンドリン、バッキング・ボーカル
- 中村キタロー：ベース
- 宮川剛：ドラムス、タンブリン、コンガ、バッキング・ボーカル
- 池田貴史：オルガン、ピアノ、バッキング・ボーカル
- 梅津和時：アルト・サックス
- 片山広明：テナー・サックス
- 渡辺隆雄：トランペット
- Leyona：バッキング・ボーカル（M-4）
- 半田さおり：バッキング・ボーカル（M-4）
- 徳澤青弦：チェロ（M-4.9）
- 岡さおり：ヴィオラ（M-4.9）
- 徳永友美：ヴァイオリン（M-4.9）
- 杉野裕：ヴァイオリン（M-4.9）

## カバー
奇妙な世界
- TOSHI-LOW（2017年12月20日、三宅伸治のトリビュート・アルバム『ソングライター』収録）

雑踏
- BEGIN（2017年12月20日、三宅伸治のトリビュート・アルバム『ソングライター』収録）

約束
- ゆず（2017年12月20日、三宅伸治のトリビュート・アルバム『ソングライター』収録）